# Салуччи, Алессандро
Алессандро Салуччи (итал. Alessandro Salucci; 1590, Флоренция — ок. 1660, Рим) — итальянский живописец, сыгравший важную роль в развитии жанра ведуты (городских пейзажей) Рима. Он создавал каприччиo — воображаемые архитектурные перспективы и виды гаваней, фигуры в которых часто выполнял другой художник.

## Биография
О молодости и обучении Алессандро Салуччи известно мало. Считается, что он родился во Флоренции в 1590 году. Первое письменное упоминание о художнике датируется 1628 годом среди других художников в Риме. В 1628 году он выполнил фрески в замке семьи Саккетти («Казино Саккетти», ныне «Казино Киджи») в Кастельфузано, работая вместе с Андреа Сакки и Пьетро да Кортоной. В 1634 году Салуччи стал членом Академии Святого Луки в Риме.
В 1635 году он работал в церкви Санта-Мария-ин-Валичелла (также известной как «Кьеза Нуова»), где в капелле Введения Девы Марии в храм он написал фрески на своде. В Риме Алессандро Салуччи стал сотрудничать с Яном Милем, фламандским художником исторического и бытового жанров. Многие из их совместных картин сохранились до наших дней, по большей части в частных коллекциях. Подобным образом он сотрудничал с Микеланджело Черквоцци.
Салуччи также познакомился с Вивиано Кодацци, ещё одним художником архитектурных картин, который работал в Неаполе до 1647 года, а затем переехал в Рим. Он также был знаком с творчеством Клода Лоррена, работавшего в то время в Риме. В 1647—1648 годах он написал большой цикл фресок в церкви Сант-Элизабетта-деи-Форнари (церковь разрушена в 1889 году).

## Творчество
Алессандро Салуччи считается одним из первых выдающихся представителей жанра ведуты. Тип декоративных архитектурных картин, созданных Салуччи, представляет собой композиционную форму, которая стала популярной в Риме в середине XVII века. Архитектурные картины были особенно востребованы в типичном декоративном ансамбле XVII века, где стены были сплошь покрыты картинами разных типов и размеров. Они также были связаны с традициями архитектурных декораций итальянского театра XVI века и, в частности, фресковых декораций интерьеров в жанре квадратуры. Архитектурные композиции в живописи XVII века стали самостоятельными сюжетами станковых картин.
Ряд художников практиковали подобный жанр, в частности Вивиано Кодацци. В отличие от фламандских и голландских художников, работавших в Риме и стремившихся к натуралистичности в изображении римских городских пейзажей, Салуччи не преследует цель дать топографически точное изображение. Он смешивает античные памятники Рима с придуманными элементами таким образом, что его картины больше напоминают «каприччи». Античные постройки в его композициях не показаны в археологических подробностях, а используются исключительно для декоративного эффекта. Композиции Салуччи обычно состоят из римской аркады, доминирующей в центре, воды вдалеке и фигур на переднем плане. Также он часто включал в свои картины портик с колоннами и двухэтажную лоджию.
Произведения Салуччи схожи с картинами Клода Лоррена, который работал в Риме в 1640-х и 1650-х годах. Тёплый, золотистый свет и сбалансированная композиция встречаются в таких работах Салуччи, как «Фантазийный вид с фигурами» (коллекция Бузири Вичи, Рим), который, вероятно, был вдохновлен видами порта Клода, такими как «Морской порт с посадкой царицы Савской» (1648, Национальная галерея, Лондон).
Алессандро Салуччи сотрудничал с живописцами, которые писали стаффажи в его архитектурных композициях. Так, документально зафиксировано сотрудничество с Яном Милем, Микеланджело Черквоцци и Йоханнесом Лингельбахом.

## Галерея

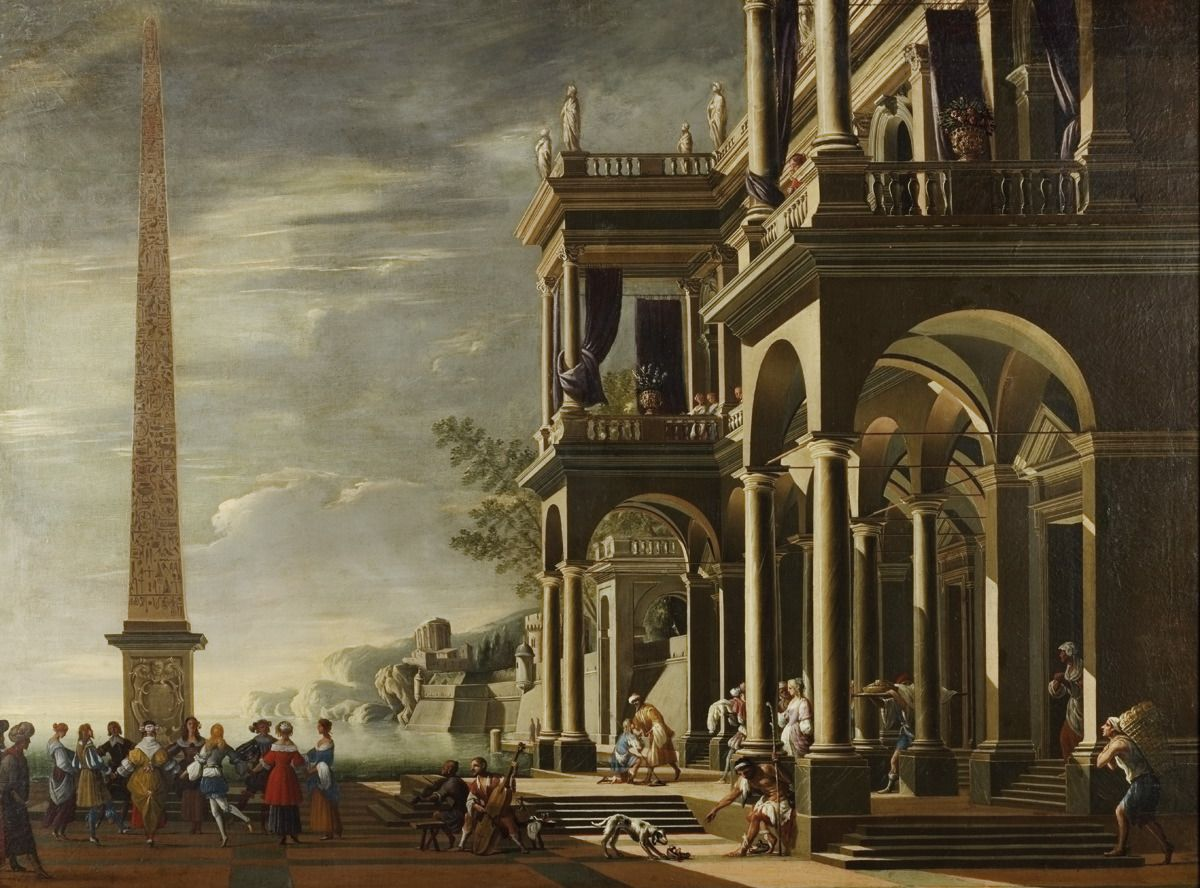
Каприччио. Между 1645 и 1660. Холст, масло. Частное собрание
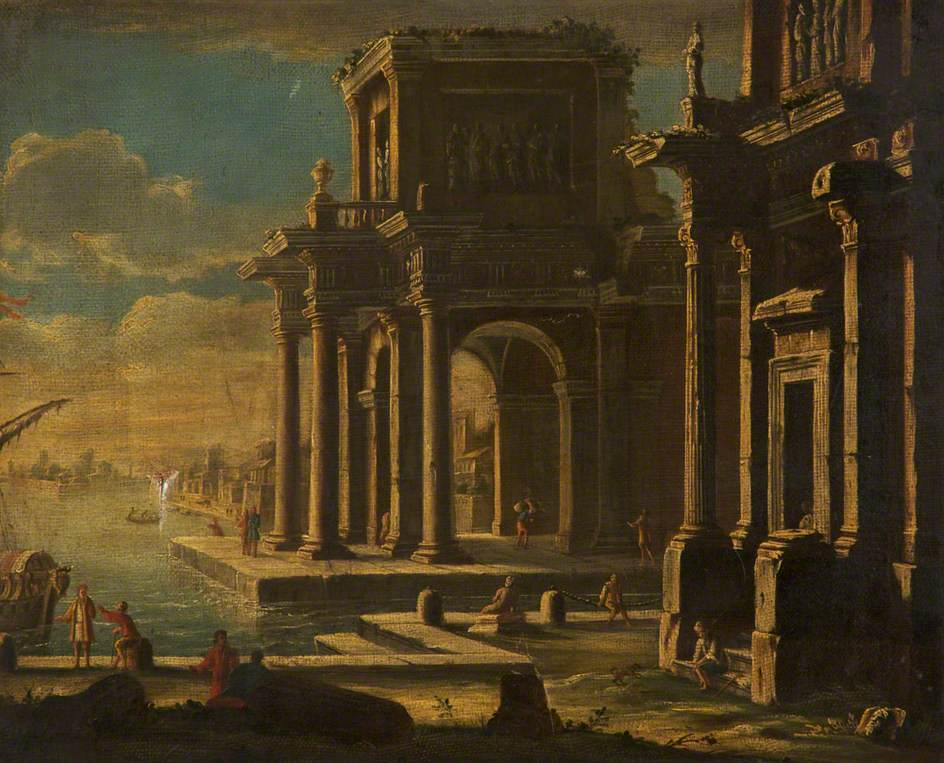
Каприччио классических зданий в порту. Между 1610 и 1660. Холст, масло. Стокпорт, Манчестер
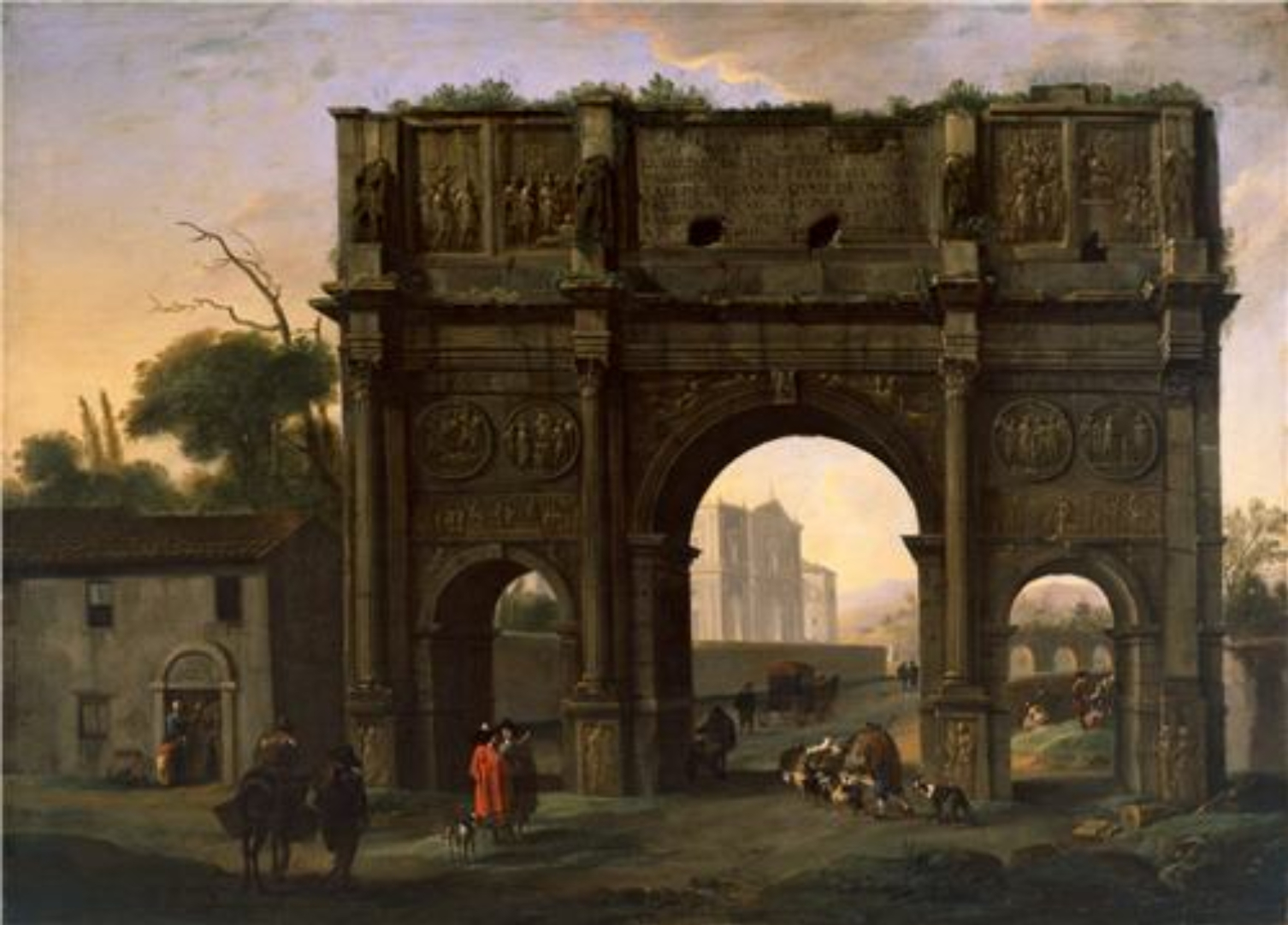
Совместно с Я. Милем. Арка Константина в Риме. Ок. 1645. Холст, масло. Институт изящных искусств Барбера, Бирмингем
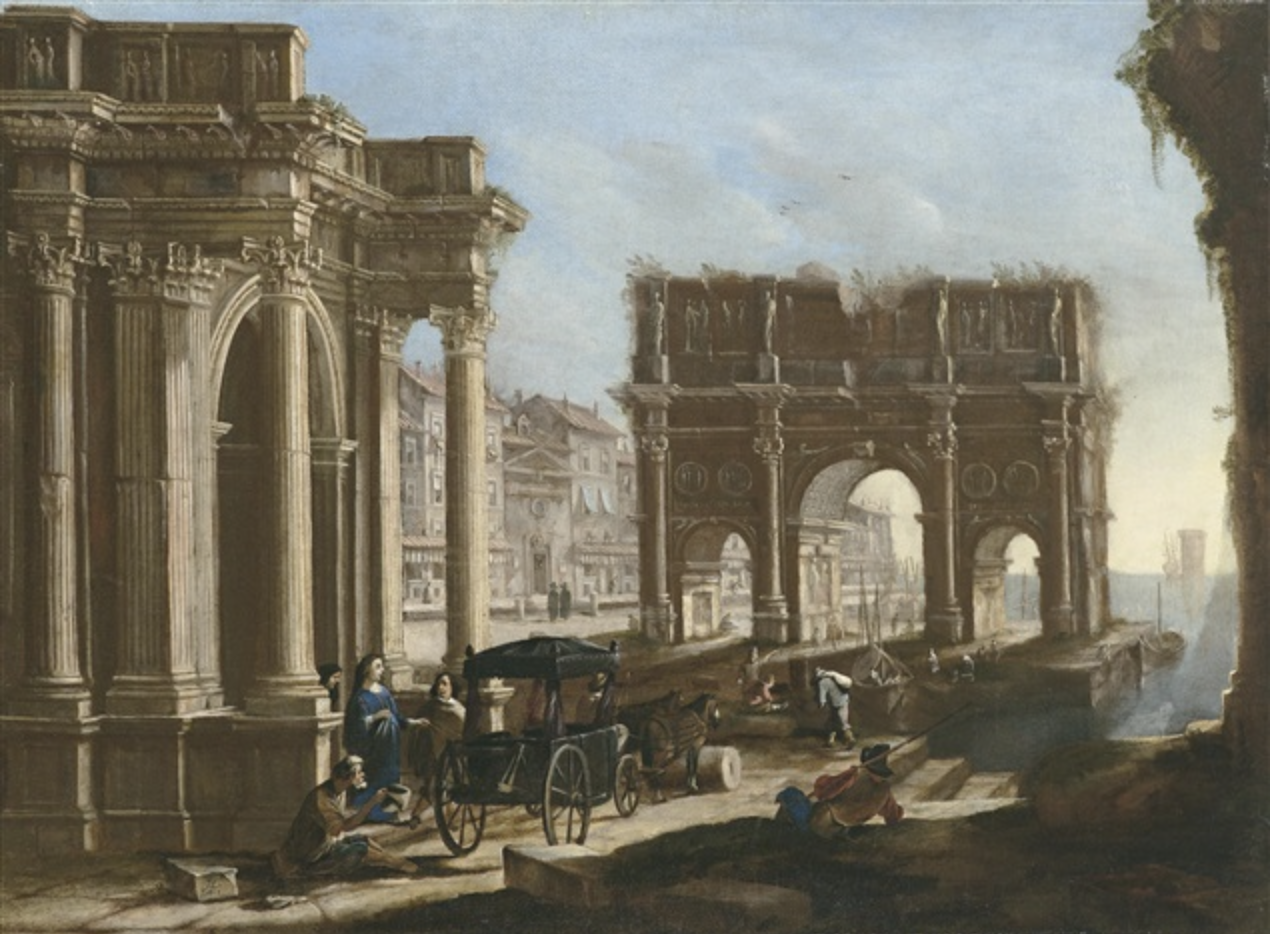
Совместно с Й. Лингельбахом. Aрка Константина. 1647. Холст, масло. Частное собрание
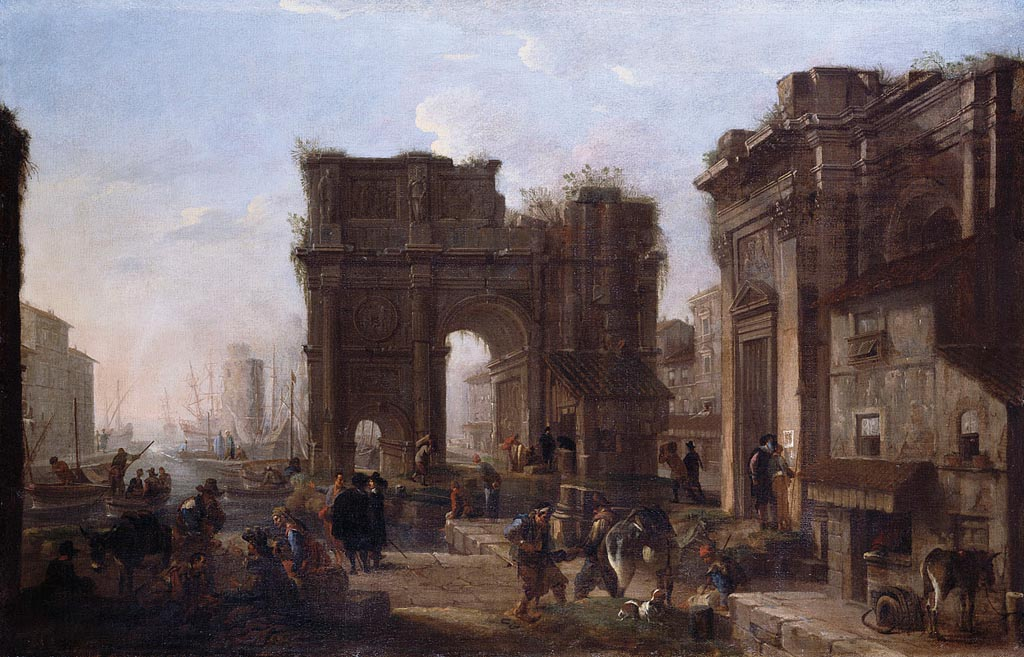
Совместно с Я. Милем. Морской порт с фигурами. Ок. 1656. Холст, масло. Хэмптон-корт, Лондон
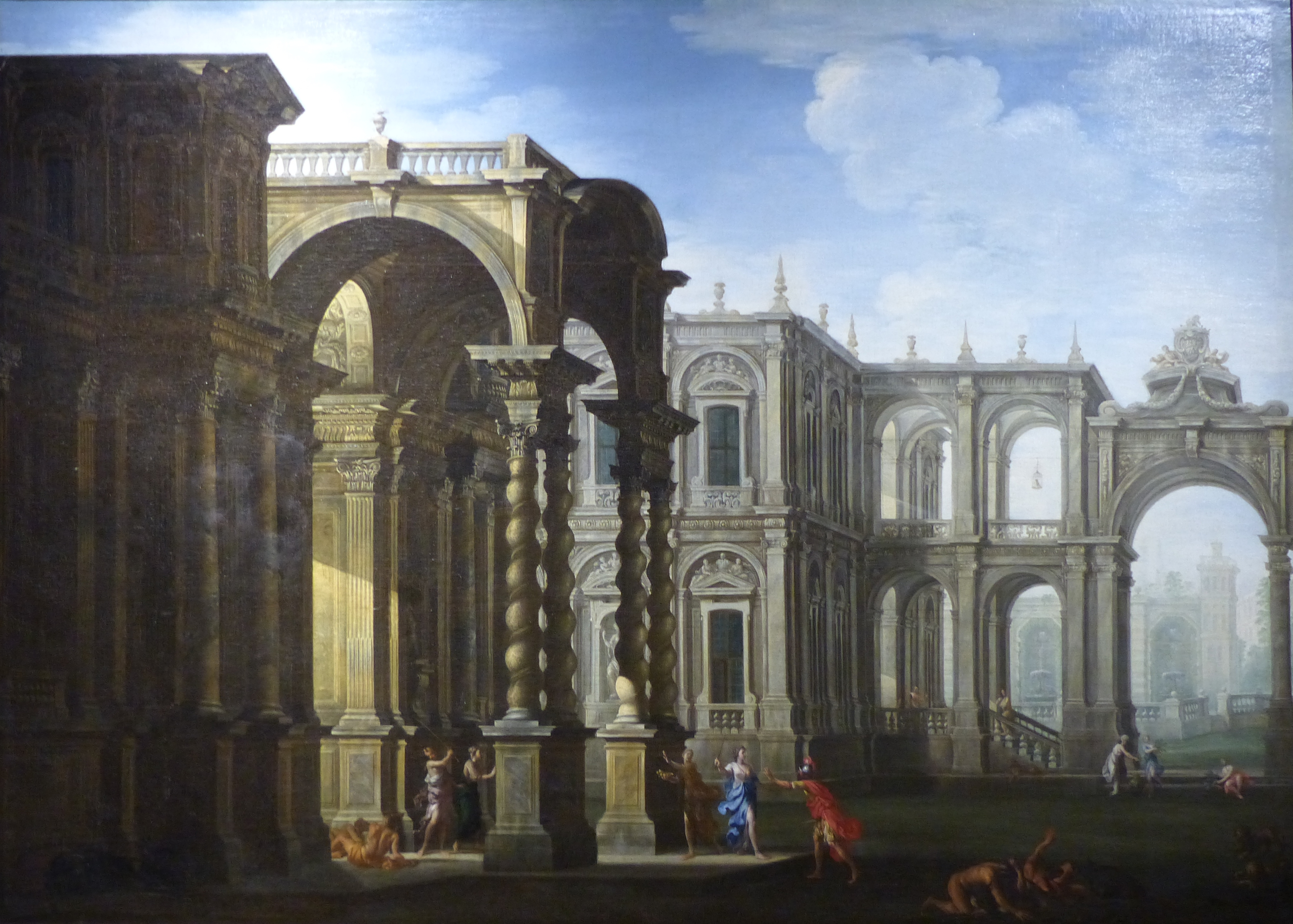
Ним. Холст, масло. Музей изящных искусств, Ним